# Paul Crauchet
Paul Henri Jean Crauchet (14. července 1920 Béziers, Hérault – 19. prosince 2012 Rocbaron, Var) byl francouzský divadelní a filmový herec.

## Život a kariéra
Jako mladý se zajímal o letectví a ragby. Ve svých třiadvaceti letech v sobě objevil vášeň pro divadlo, v roce 1945 se usadil v Paříži a tři roky studoval u Charlese Dullina. V první divadelní hře debutoval v roce 1949, později vystupoval v Théâtre National Populaire a spolupracoval s Jeanem Vilarem.
V polovině padesátých let 20. století začal hrát v televizi a v roce 1959 hrál v prvním celovečerním filmu, kterým byl snímek Znamení lva režiséra Érica Rohmera. Během své dlouhé kariéry spolupracoval s mnoha významnými francouzskými režiséry, například s Alainem Resnaisem, René Clémentem, Jean-Pierre Melvillem, Jacquesem Derayem nebo José Giovannim.
Kromě filmů hrál přibližně v osmdesáti televizních filmech a seriálech a téměř čtyřicet let vystupoval v divadle.

## Filmografie (výběr)
- 1959 : Znamení lva (Le Signe du lion), režie Éric Rohmer
- 1966 : Válka skončila (La Guerre est finie), režie Alain Resnais
- 1967 : Dobrodruzi (Les Aventuriers), režie Robert Enrico
- 1968 : Ho! (Ho!), režie Robert Enrico
- 1969 : Armáda stínů (L'Armée des ombres), režie Jean-Pierre Melville
- 1969 : Bazén (La Piscine), režie Jacques Deray
- 1970 : Osudový kruh (Le Cercle rouge), režie Jean-Pierre Melville
- 1970 : Poslední adresa (Dernier domicile connu), režie José Giovanni
- 1971 : Bez motivu (Sans mobile apparent), režie Philippe Labro
- 1971 : Manželé z roku II (Les Mariés de l'an II), režie Jean-Paul Rappeneau
- 1972 : Policajt (Un flic), režie Jean-Pierre Melville
- 1973 : Případ Dominici (L'Affaire Dominici), režie Claude Bernard-Aubert
- 1973 : Spálené stodoly (Les Granges brûlées), režie Jean Chapot
- 1975 : Jako štvaná zvěř (La Traque), režie Serge Leroy
- 1975 : Povídka o policajtovi (Flic Story), režie Jacques Deray
- 1975 : Víc než pouhý strach (Au-delà de la peur), režie Yannick Andréi
- 1978 : Motýl na rameni (Un papillon sur l'épaule), režie Jacques Deray
- 1984 : Černá listina (Liste noire), režie Alain Bonnot
- 1988 : Jak zabít kněze (Le Complot), režie Agnieszka Holland
- 1990 : Tatínkova sláva (La Gloire de mon père), režie Yves Robert
- 1996 : Nádherná Zelená (La Belle verte), režie Coline Serreau
- 2007 : Le Fils de l'épicier (Le Fils de l'épicier), režie Eric Guirado
- 2009 : Les Herbes folles (Les Herbes folles), režie Alain Resnais